# Те Палаоа
Те Палаоа је ненасељено острвце у саставу атола Нукунону у оквиру острвске територије Токелау у јужном делу Тихог океана. Налази се у североисточном делу атола, између острваца Хини Ајилани и Апија. Прекривено је тропским растињем.